# Dana Gourrier
 (mars 2020).
Si vous disposez d'ouvrages ou d'articles de référence ou si vous connaissez des sites web de qualité traitant du thème abordé ici, merci de compléter l'article en donnant les références utiles à sa vérifiabilité et en les liant à la section « Notes et références ».
Dana Gourrier est une actrice américaine née à La Nouvelle-Orléans en Louisiane. Elle est principalement connue pour ses rôles de Cora dans Django Unchained et de Minnie dans Les Huit Salopards, deux films de Quentin Tarantino.

## Filmographie

### Cinéma
- 2012 : Du plomb dans la tête
- 2012 : Django Unchained : Cora
- 2013 : Broken City : une policière
- 2013 : From the Rough : la femme à la cafétéria
- 2013 : Le Majordome : Helen Holloway
- 2015 : Desiree : Stella
- 2015 : Maggie
- 2015 : The Runner : Daria Winston
- 2015 : Les Huit Salopards : Minnie Mink
- 2016 : Midnight Special : Sharon Davison
- 2016 : The Whole Truth : l'employée du tribunal
- 2017 : Heart, Baby : Officier Francine
- 2017 : Kidnap : la shérif
- 2017 : Ces différences qui nous rapprochent (Same Kind of Different as Me) de Michael Carney : Willow
- 2018 : The Domestics : Wanda
- 2021 : Billie Holiday, une affaire d'État (The United States vs. Billie Holiday) de Lee Daniels : Sadie

### Télévision
- 2011 : Worst. Prom. Ever. : l'enseignante
- 2011 : Treme : Détective Leroy (2 épisodes)
- 2011 : Memphis Beat : Shawna (1 épisode)
- 2011 : Hide : la troisième détective
- 2012 : Wes et Travis : Helling (1 épisode)
- 2012 : Ghostquake : La Secte oubliée : Coach Hoover
- 2013 : L'Amour au jour le jour : Bernadette
- 2013 : American Horror Story : Chantal (5 épisodes)
- 2013 : Autant en emporte Noël : Janelle
- 2014 : Ravenswood : Vickie (1 épisode)
- 2014 : True Detective : Cathleen (6 épisodes)
- 2014 : Red Band Society : une enseignante (2 épisodes)
- 2015 : The Astronaut Wives Club : Antoinette Gibbs (4 épisodes)
- 2015-2016 : Togetherness : Phoebe (6 épisodes)
- 2016 : StartUp : Maya (1 épisode)
- 2016 : Superstore : Lydia (1 épisode)

Jeux-vidéo
2018 : Detroit Become Human : Rose Chapman